# Студенка (притока Стрипи)
Сту́денка, або Ту́динка — річка в Україні, в межах Тернопільського району Тернопільської області. Права притока Стрипи (басейн Дністра).

## Опис
Довжина 24 км, площа басейну 153 км². Річище слабозвивисте, завширшки до 5—6 м. Похил річки 2,2 м/км. Долина трапецієподібна, неглибока, завширшки 0,2—0,3 км. Заплава завширшки до 100 м, місцями (в пониззі) заболочена. Живлення мішане. Замерзає на початку грудня, скресає у березні. Воду використовують частково для господарських потреб.
1954 року внаслідок великої кількості опадів відбувся паводок, в результаті — значне заболочення русла річки в межах с Росохуватець. До 1946 року відбувалось регулярне прочищення русла та каналів. У радянські часи в заболочених місцях утворили заказник.

## Розташування
Студенка бере початок з джерел у селі Вікторівка Тернопільського району. Тече спершу на південний схід, у пониззі — на південь. Впадає у Стрипу між селами Соколів і Надрічне Тернопільського району.
- У долині Студенки, на відрізку від села Росохуватець до села Раковець Тернопільського району, розташований Семиківський гідрологічний заказник загальнодержавного значення.